# Chikkapapanahalli, Sidlaghatta
Chikkapapanahalli là một làng thuộc tehsil Sidlaghatta, huyện Kolar, bang Karnataka, Ấn Độ.